# کابونگو کاسونگو
کابونگو کاسونگو (انگلیسی: Kabongo Kasongo؛ زادهٔ ۱۸ ژوئیهٔ ۱۹۹۴) بازیکن فوتبال اهل جمهوری دموکراتیک کنگو است.
از باشگاه‌هایی که در آن بازی کرده‌است می‌توان به باشگاه فوتبال الوحده عربستان سعودی اشاره کرد.
وی همچنین در تیم ملی فوتبال جمهوری کنگو بازی کرده‌است.